# Vosselaar
Vosselaar (Plaatselijk dialect: Veuselèr) is een plaats en gemeente in de Belgische provincie Antwerpen. De gemeente behoort tot het kieskanton en het gerechtelijk kanton Turnhout.

## Geschiedenis
De naam Vosselaar, voor het eerst vermeld in 1356, zou verwijzen naar een open plek in het bos (laar), waar vossen leven.
In het noorden van de gemeente werden Gallo-Romeinse resten aangetrofen.
Na de vondst van een miraculeus Mariabeeld omstreeks 1220 werd Vosselaar een bekende bedevaartplaats. De geschiedenis van Vosselaar liep enige tijd parallel met die van Beerse. Ook Vosselaar behoorde tot het Land van Turnhout. Onder Amalia van Solms (17e eeuw) werd in 1667 begonnen met de aanplant van dennen op de woeste gronden. Dit groeide uit tot het Grotenhoutbos. Ook de Priorij van Corsendonk te Oud-Turnhout en de Sint-Michielsabdij te Antwerpen ontplooiden ontginningsactiviteiten.
Eenvoudige activiteiten als bezembinden en houtskoolbranden overheersten, naast de landbouw, eeuwenlang de economie. Van 1817-1820 werd echter de Antwerpsesteenweg aangelegd, waardoor ook Vosselaar ontsloten werd. In 1886 kwam er ook een tramverbinding tot stand. Omstreeks 1900 ontstond er wat industrie, zoals pottenbakkerij en steenbakkerij. Later kwam daar nog een gieterij, een schoenfabriek en een betonfabriek bij. In de 2e helft van de 20e eeuw veranderde Vosselaar in een verstedelijkt woondorp.
Tijdens de fusie van Belgische gemeenten in 1976 werd afgezien van het plan om Vosselaar te fuseren met de stad Turnhout. Vosselaar was zodoende een van de weinige gemeenten die in zijn omvang behouden bleef.

## Geografie
Vosselaar is gelegen in de Noorderkempen, heeft verscheidene residentiële woonwijken en is een verstedelijkte randgemeente van Turnhout. Samen met de stad Turnhout en de gemeenten Beerse, Kasterlee, Lille en Oud-Turnhout maakt Vosselaar deel uit van het samenwerkingsverband Kordia.

### Aangrenzende gemeenten
| Aangrenzende gemeenten | Aangrenzende gemeenten | Aangrenzende gemeenten | Aangrenzende gemeenten | Aangrenzende gemeenten |
| ---------------------- | ---------------------- | ---------------------- | ---------------------- | ---------------------- |
|                        |                        | Merksplas              |                        |                        |
|                        |                        |                        |                        |                        |
| Beerse                 | Turnhout               |                        |                        |                        |
|                        |                        |                        |                        |                        |
| Lille                  |                        |                        |                        | Kasterlee              |

## Bezienswaardigheden

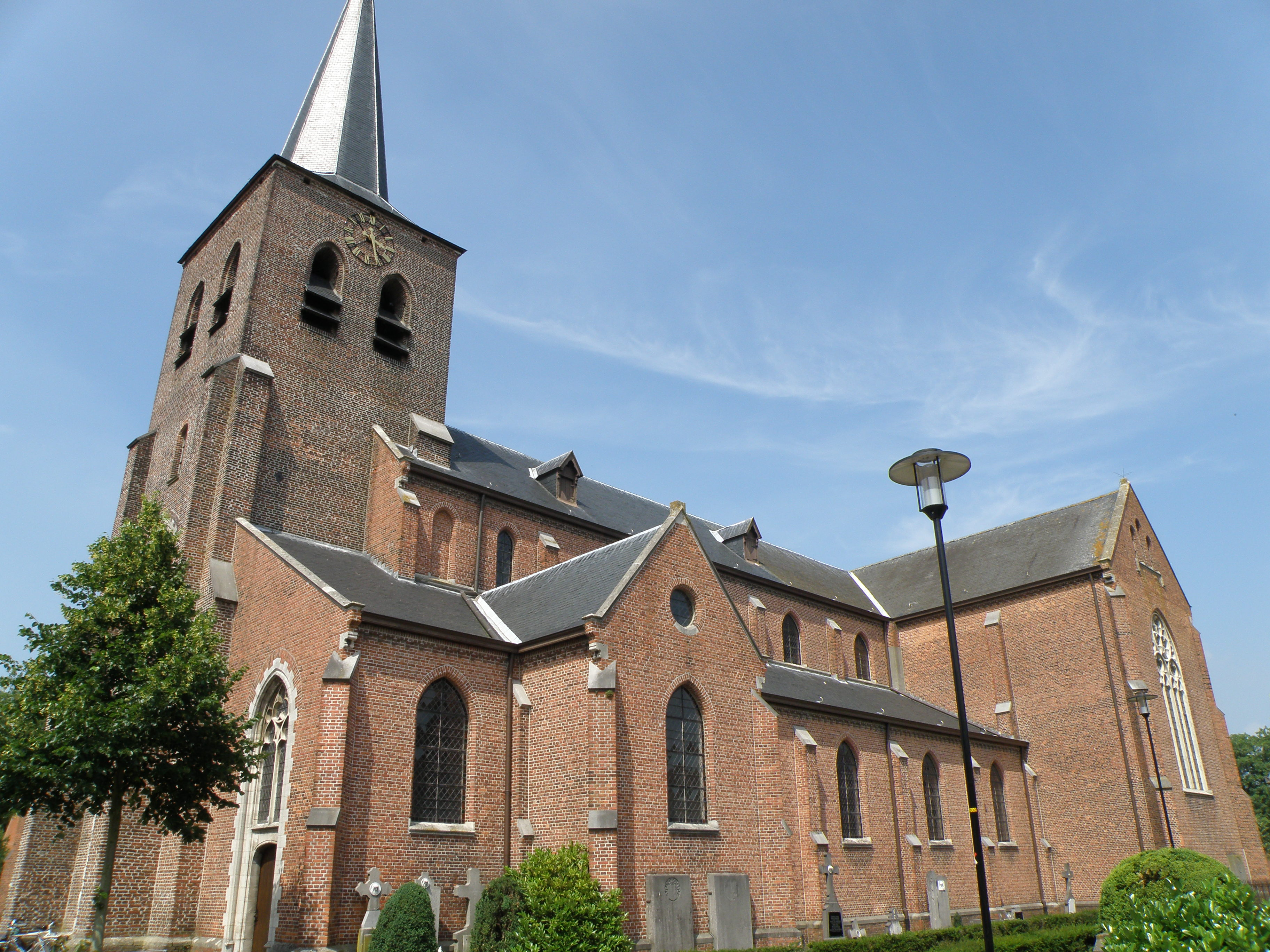
De Onze-Lieve-Vrouwkerk

- De Onze-Lieve-Vrouwekerk, met laatgotische westertoren (15de eeuw) en neogotisch schip (19de eeuw). Het orgel van deze kerk is beschermd.
- Miraculeus beeld van Onze-Lieve-Vrouw dat volgens de overlevering tijdens de 13de eeuw werd gevonden in het Mariapark. Dit gepolychromeerd en verguld houten beeld staat nu in de Onze-Lieve-Vrouwekerk.
- Het Mariapark aan de Parklaan. Het beeld in de kapel van het Mariapark staat er vanaf 1935, bij de inzegening van het Mariapark door kardinaal Van Roey.
- Vlak naast de ingang van de dorpskerk staat het graf van Adriaan Ghijs, die een aanvang nam met het planten van dennen in het Grotenhoutbos.
- De Sint-Jozefskerk, aan de Sint-Jozefstraat
- Looypaal met wegwijzers, een eeuwenoude arduinen scheidingspaal op de grens tussen Beerse, Turnhout en Vosselaar. Te vergelijken met het drie-landenpunt maar dan van deze gemeenten.
- De Cingel is een driehoekig dorpsplein met waterput.

## Natuur en landschap
Vosselaar ligt in de Antwerpse Kempen en de hoogte bedraagt 30 m in het noorden en 18 m in het zuiden. Waterlopen zijn Visbeek en Laak. De Visbeek mondt uit in de Aa, welke in zuidwestelijke richting stroomt en in de Kleine Nete uitmondt.
Natuurgebieden zijn:
- Het Grotenhoutbos, 375 ha, Natura 2000 gebied
- De Zwartgoorheide, een 42 ha groot natuurgebied
- De Konijnenberg, een stuifduin midden in de dorpskern, is beschermd als landschap. Het hoogste punt ligt op 36,33 meter hoogte.
- In Vosselaar staat een mammoetboom in het oosten van de gemeente. Het is de grootste in de provincie Antwerpen[1].

## Demografie

### Demografische ontwikkeling
- Bronnen:NIS, Opm:1806 tot en met 1981=volkstellingen; 1990 en later= inwonertal op 1 januari

| Inwoners van jaar tot jaar op 1 januari 1992 tot heden | Inwoners van jaar tot jaar op 1 januari 1992 tot heden | Inwoners van jaar tot jaar op 1 januari 1992 tot heden |
| jaar                                                   | Aantal                                                 | Evolutie: 1992=index 100                               |
| ------------------------------------------------------ | ------------------------------------------------------ | ------------------------------------------------------ |
| 1992                                                   | 9.498                                                  | 100,0                                                  |
| 1993                                                   | 9.462                                                  | 99,6                                                   |
| 1994                                                   | 9.531                                                  | 100,3                                                  |
| 1995                                                   | 9.640                                                  | 101,5                                                  |
| 1996                                                   | 9.666                                                  | 101,8                                                  |
| 1997                                                   | 9.816                                                  | 103,3                                                  |
| 1998                                                   | 9.895                                                  | 104,2                                                  |
| 1999                                                   | 9.892                                                  | 104,1                                                  |
| 2000                                                   | 10.015                                                 | 105,4                                                  |
| 2001                                                   | 9.972                                                  | 105,0                                                  |
| 2002                                                   | 9.969                                                  | 105,0                                                  |
| 2003                                                   | 10.086                                                 | 106,2                                                  |
| 2004                                                   | 10.117                                                 | 106,5                                                  |
| 2005                                                   | 10.158                                                 | 106,9                                                  |
| 2006                                                   | 10.142                                                 | 106,8                                                  |
| 2007                                                   | 10.212                                                 | 107,5                                                  |
| 2008                                                   | 10.249                                                 | 107,9                                                  |
| 2009                                                   | 10.245                                                 | 107,9                                                  |
| 2010                                                   | 10.300                                                 | 108,4                                                  |
| 2011                                                   | 10.475                                                 | 110,3                                                  |
| 2012                                                   | 10.700                                                 | 112,7                                                  |
| 2013                                                   | 10.704                                                 | 112,7                                                  |
| 2014                                                   | 10.747                                                 | 113,2                                                  |
| 2015                                                   | 10.961                                                 | 115,4                                                  |
| 2016                                                   | 10.935                                                 | 115,1                                                  |
| 2017                                                   | 11.005                                                 | 115,9                                                  |
| 2018                                                   | 11.159                                                 | 117,5                                                  |
| 2019                                                   | 11.187                                                 | 117,8                                                  |
| 2020                                                   | 11.343                                                 | 119,4                                                  |
| 2021                                                   | 11.443                                                 | 120,5                                                  |
| 2022                                                   | 11.556                                                 | 121,7                                                  |
| 2023                                                   | 11.802                                                 | 124,3                                                  |
| 2024                                                   | 11.801                                                 | 124,2                                                  |
| 2025                                                   | 11.816                                                 | 124,4                                                  |

## Politiek

### Structuur
De gemeente Vosselaar ligt in het kieskanton Turnhout en het provinciedistrict Turnhout. Deze maken deel uit van het kiesarrondissement Mechelen-Turnhout en de kieskring Antwerpen.
| Vosselaar        | Vosselaar        | Supranationaal         | Nationaal                         | Nationaal           | Gemeenschap         | Gewest              | Provincie           | Arrondissement    | Provinciedistrict | Kanton          | Gemeente        |
| ---------------- | ---------------- | ---------------------- | --------------------------------- | ------------------- | ------------------- | ------------------- | ------------------- | ----------------- | ----------------- | --------------- | --------------- |
| Administratief   | Niveau           | Europese Unie          | België                            | België              | Vlaanderen          | Vlaanderen          | Antwerpen           | Turnhout          | Turnhout          | Turnhout        | Vosselaar       |
| Administratief   | Bestuur          | Europese Commissie     | Belgische regering                | Belgische regering  | Vlaamse regering    | Vlaamse regering    | Deputatie           | Deputatie         | Deputatie         | Deputatie       | Gemeentebestuur |
| Administratief   | Raad             | Europees Parlement     | Kamer van volksvertegenwoordigers | Vlaams Parlement    | Vlaams Parlement    | Vlaams Parlement    | Provincieraad       | Provincieraad     | Provincieraad     | Provincieraad   | Gemeenteraad    |
| Kiesomschrijving | Kiesomschrijving | Nederlands Kiescollege | Kieskring Antwerpen               | Kieskring Antwerpen | Kieskring Antwerpen | Kieskring Antwerpen | Kieskring Antwerpen | Mechelen-Turnhout | Turnhout          | Turnhout        | Vosselaar       |
| Verkiezing       | Verkiezing       | Europese               | Federale                          | Federale            | Vlaamse             | Vlaamse             | Provincieraads-     | Provincieraads-   | Provincieraads-   | Provincieraads- | Gemeenteraads-  |

### Geschiedenis

#### Lijst van burgemeesters
| Periode | Periode     | Burgemeester              |
| ------- | ----------- | ------------------------- |
|         | 1800 - 1801 | Laurent Keyaerts          |
|         | 1801 - 1808 | Jean Renders              |
|         | 1808 - 1827 | Carolus Druyts            |
|         | 1827 - 1830 | Maximilien Raymond Donnez |
|         | 1830 - 1835 | Petrus Taeymans           |
|         | 1835 - 1843 | Joannes Baptiste Horemans |
|         | 1843 - 1848 | Petrus Jespers            |
|         | 1848 - 1871 | Jozef Van Meerbeeck       |
|         | 1871 - 1888 | Jean Claessen             |
|         | 1888 - 1897 | Cornelius Dufraing        |
|         | 1897 - 1901 | Pierre Claessen           |
|         | 1901 - 1904 | Frans Proost              |
|         | 1904 - 1912 | Hendrik Van Ostade        |

| Periode | Periode      | Burgemeester                  |
| ------- | ------------ | ----------------------------- |
|         | 1912 - 1926  | Louis Stroobant               |
|         | 1926 - 1941  | J. Bossaert                   |
|         | 1941 - 1951  | Henri De la Haye              |
|         | 1952 - 1964  | Frans Somers                  |
|         | 1964 - 1965  | Gerard Gladines               |
|         | 1965 - 1979  | Paul De Clercq (VGB)          |
|         | 1979 - 1982  | Louis Luyten (VGB)            |
|         | 1983 - 1988  | Louis Schoenmakers (CVP)      |
|         | 1989 - 1994  | Erik De Clercq (VGB)          |
|         | 1995 - 1998  | Louis Schoenmakers (CVP)      |
|         | 1998 - 2018  | Josee Heykants-Jansens (CD&V) |
|         | 2019 - heden | Gilles Bultinck (CD&V)        |

#### Legislatuur 1977 - 1982
Burgemeester was Paul De Clercq van de Vosselaarse Gemeentebelangen (VGB).

#### Legislatuur 1983 - 1988
Burgemeester was Louis Schoenmakers die een coalitie leidde van CVP en Vernieuwing.

#### Legislatuur 1989 - 1994
De PVV (VGB) kwam op in de kartellijst. Burgemeester was Erik De Clercq (VGB), hij leidde een coalitie van VGB en Vernieuwing.

#### Legislatuur 1995 - 2000
De PVV kwam op in de kartellijst VOSS. Agalev neemt voor de eerste keer deel aan de verkiezingen. CVP haalt 13 van de 21 zetels en vaardigt Louis Schoenmakers af als burgemeester.

#### Legislatuur 2013 - 2018
Burgemeester was Jose Heykants-Jansens van CD&V. Deze partij had de meerderheid met 11 op 21 zetels.

#### Legislatuur 2019 - 2024
Bij de verkiezingen van oktober 2018 verloor CD&V haar absolute meerderheid in Vosselaar. De partij vormde een coalitie met N-VA, die samen een meerderheid hadden van 16 op 21 zetels. Gilles Bultinck (CD&V) werd burgemeester. Nadat het vertrouwen tussen de coalitiepartners was afgebrokkeld, sloot CD&V in januari 2022 een bestuursakkoord met de oppositiepartijen V!sie op Vosselaar, het liberale Vosselaar Vooruit en het socialistische Vooruit. Deze partijen hadden een meerderheid van 13 op 21 zetels.

#### Legislatuur 2024 - 2030
In oktober 2024 kwam CD&V in Vosselaar op als VOLK*. De partij haalde een absolute meerderheid van 11 op 21 zetels, maar ging toch opnieuw in zee met haar coalitiepartners V!sie op Vosselaar (dat was samengegaan met Vosselaar Vooruit) en Vooruit. De drie partijen beschikken samen over 13 van de 21 zetels. Gilles Bultinck (VOLK*) bleef burgemeester.

#### Resultaten gemeenteraadsverkiezingen sinds 1976
| Partij of kartel     | Partij of kartel                      | 10-10-1976 | 10-10-1976 | 10-10-1982 | 10-10-1982 | 9-10-1988 | 9-10-1988 | 9-10-1994 | 9-10-1994 | 8-10-2000 | 8-10-2000 | 8-10-2006 | 8-10-2006 | 14-10-2012 | 14-10-2012 | 14-10-2018 | 14-10-2018 | 13-10-2024 | 13-10-2024 |
| Stemmen / Zetels     | Stemmen / Zetels                      | %          | 19         | %          | 19         | %         | 19        | %         | 21        | %         | 21        | %         | 21        | %          | 21         | %          | 21         | %          | 21         |
| -------------------- | ------------------------------------- | ---------- | ---------- | ---------- | ---------- | --------- | --------- | --------- | --------- | --------- | --------- | --------- | --------- | ---------- | ---------- | ---------- | ---------- | ---------- | ---------- |
|                      | CVP1/ CD&V2/ VOLK+3                   | 37,81      | 7          | 36,771     | 8          | 43,621    | 9         | 52,241    | 13        | 49,821    | 12        | 47,702    | 12        | 48,442     | 11         | 33,72      | 8          | 43,93      | 11         |
|                      | VGB1/ VOSS2/ VLD3/ Vosselaar Vooruit4 | 54,831     | 12         | 34,761     | 7          | 36,111    | 8         | 31,392    | 7         | 30,463    | 7         | 19,893    | 4         | 26,394     | 5          | 13,44      | 2(°°)      | 10,15      | 1          |
|                      | V!SIE op Vosselaar5                   | -          |            | -          |            | -         |           | -         |           | -         |           | -         |           | -          |            | 12,65      | 2(°°)      | 10,15      | 1          |
|                      | SP1/ sp.a2/ Vooruit3                  | 7,371      | 0          | 8,911      | 1          | 7,931     | 0         | 7,151     | 0         | -         |           | 13,802    | 3         | 25,172     | 5          | 8,72       | 1(°°)      | 7,43       | 1          |
|                      | N-VA                                  | -          |            | -          |            | -         |           | -         |           | -         |           | -         |           | -          |            | 31,6       | 8(°)       | 27,6       | 6          |
|                      | Agalev1/ Groen!2                      | -          |            | -          |            | -         |           | 9,231     | 1         | 9,491     | 1         | 5,962     | 0         | -          |            | -          |            | -          |            |
|                      | Vlaams Belang                         | -          |            | -          |            | -         |           | -         |           | -         |           | 12,64     | 2         | -          |            | -          |            | 11,0       | 2          |
|                      | Vernieuwing                           | -          |            | 19,55      | 3          | 12,34     | 2         | -         |           | 10,24     | 1         | -         |           | -          |            | -          |            | -          |            |
| Totaal stemmen       | Totaal stemmen                        | 4952       | 4952       | 5770       | 5770       | 6452      | 6452      | 6795      | 6795      | 7183      | 7183      | 7500      | 7500      | 7784       | 7784       | 7981       | 7981       | 6083       | 6083       |
| Opkomst %            | Opkomst %                             |            |            |            |            | 96,53     | 96,53     | 96,04     | 96,04     | 95,11     | 95,11     | 96,56     | 96,56     | 93,84      | 93,84      | 94,3       | 94,3       | 68,4       | 68,4       |
| Blanco en ongeldig % | Blanco en ongeldig %                  | 3,57       | 3,57       | 5,13       | 5,13       | 3,78      | 3,78      | 3,22      | 3,22      | 5,49      | 5,49      | 3,60      | 3,60      | 7,07       | 7,07       | 4,6        | 4,6        | 0,4        | 0,4        |

De zetels van de gevormde coalitie staan vetjes afgedrukt. De grootste partij is in kleur.

## Religie en levensbeschouwing
De vondst van een miraculeus mariabeeld in 1220 maakte van Vosselaar meteen het oudste en bekendste bedevaartsoord van de Kempen. Het Mariapark, vlak bij de kerk, is eveneens een getuige van de Mariadevotie. Naast de 14 kruiswegstaties van de kunstenaar Simon Goossens, zijn er ook 15 statiekapellen van de rozenkrans in ondergebracht.
Sinds in 2007 de Sint-Jozefskerk werd ontwijd, telt de gemeente nog één parochie, met name Onze-Lieve-Vrouw. Deze maakt deel uit van de pastorale eenheid Don Bosco die op haar beurt deel uitmaakt van het dekenaat Kempen-Oost in het Bisdom Antwerpen.

## Bekende inwoners
Bekende personen die geboren of woonachtig zijn of waren in Vosselaar of een andere significante band met de gemeente hebben:
- Jean Proost (1779 - 1856), politicus
- Emiel van Hemeldonck (1897 - 1981), schrijver
- Remi Lens (1902 - 1983), priester en kunstenaar
- Karel Kaers (1914 - 1972), wielrenner
- Paul De Clercq (1919 - 1999), politicus
- Cor van der Klugt (1925 - 2012), ondernemer
- Paul Janssen (1926 - 2003), farmacoloog en ondernemer
- Louis Schoenmakers (1926 - 2012), politicus
- Metejoor (1991), zanger

- Josee Heykants-Jansens (ca. 1942), politica
- Erik De Clercq (1943 - 2012), politicus en ondernemer
- Jos Jacobs (1953), wielrenner
- Guy Van Nueten (1965), componist, pianist en producer
- Vital Baeken (1971), schrijver, dichter en standupcomedian
- Rob Woestenborghs (1976), duatleet
- Stef Wils (1982), voetballer
- Thomas Wils (1990), voetballer
- Emma Puvrez (1997),  hockeyspeelster

## Nabijgelegen kernen
Beerse, Turnhout, Gierle